# Перерва Володимир Степанович
Володи́мир Степа́нович Пере́рва (нар.22 квітня 1973, м. Біла Церква) — український краєзнавець, кандидат історичних наук, доцент.
Член правління Київської обласної організації Національної Спілки краєзнавців України, лауреат молодіжної премії голови Київської облдержадміністрації (2005) і Літературно-мистецької премії імені І. С. Нечуя-Левицького (2011).

## Життєпис
Народився 22 квітня 1973 року у м. Біла Церква Київської області. У 1980 році вступив до «нульового» класу Білоцерківської середньої школи № 11, а в 1982 р. був переведений до Білоцерківської СШ № 1, яку закінчив у 1990 році. Протягом 1990—1992 рр. працював оператором газового обладнання Білоцерківського ТОВ «Експрес».
В 1992 році за експериментальним набором вступив на історичний факультет Дрогобицького державного педагогічного інституту, який закінчив з відзнакою у 1997 році. По отриманні диплому став працювати асистентом кафедри історії України цього ж вишу, а в 1998 році вступив в аспірантуру Київського Національного університету імені Тараса Шевченка. У 2002 році захистив кандидатську дисертацію на тему «Статус єпархіальних органів влади та парафіяльного священства у Київській митрополії ХІХ — початку XX ст.».
З 2001 року працює на посаді доцента кафедри соціально-гуманітарних дисциплін (згодом — кафедри правознавства) у Білоцерківській філії Відкритого міжнародного університету розвитку людини «Україна» (нині — Білоцерківський інститут економіки та управління ВНЗ ВМУРоЛ «Україна»).

## Публікації

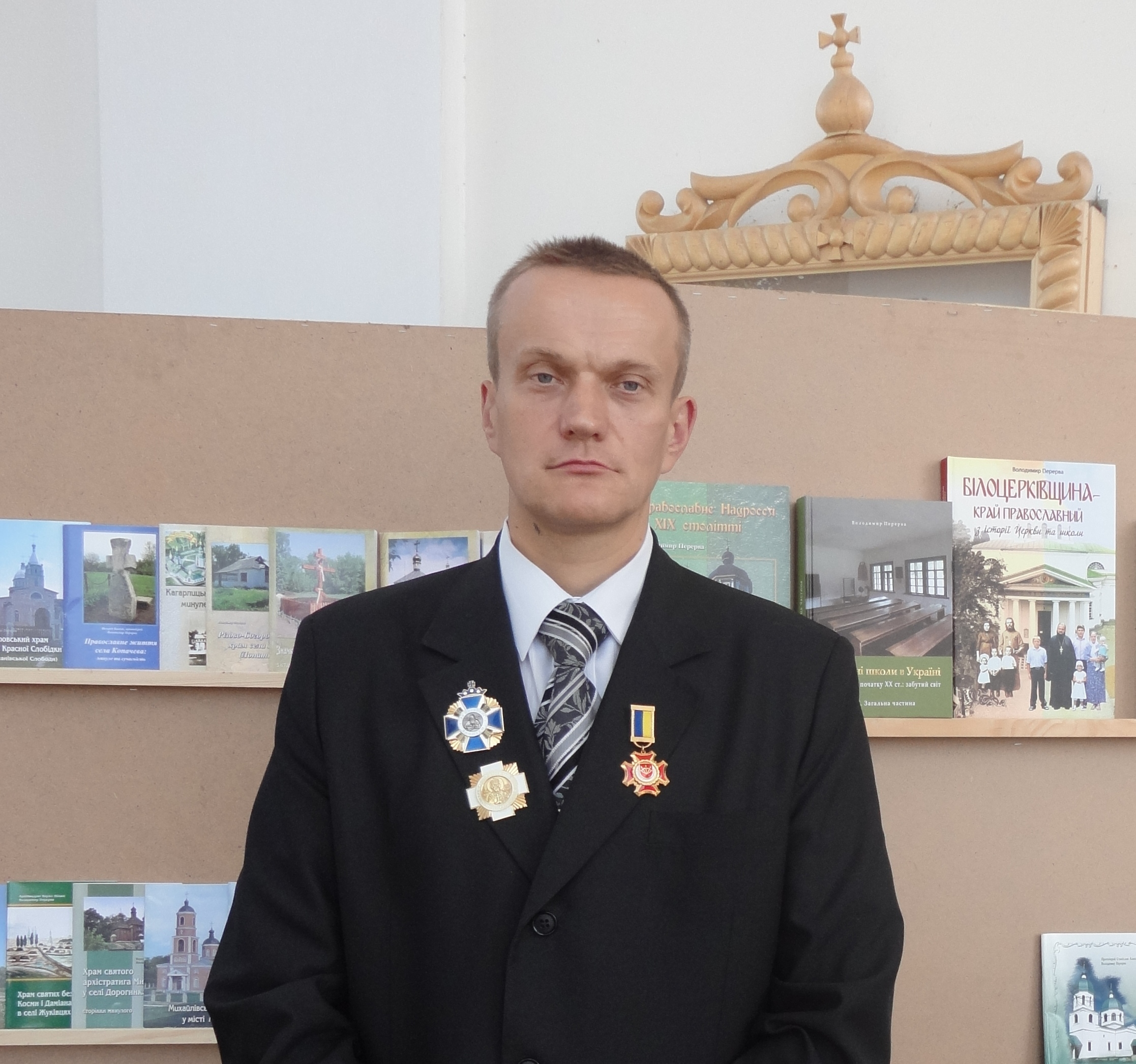
Володимир Перерва та деякі з його книжок

Сфера наукових інтересів — церковна історія України, історія освіти, мікроісторія Київщини. Автор понад 10 наукових статей у фахових журналах і понад 100 наукових та науково-популярних праць.
Основні праці:
- Перерва В. С. Православне Надросся у XIX столітті / В. С. Перерва. — Біла Церква: Видавець О. В. Пшонківський, 2004. — 256 с. : іл.
- Перерва В. С. Преображенський кафедральний собор у місті Біла Церква / В. С. Перерва. — Біла Церква: Видавець О. В. Пшонківський, 2004. — 64 с.: іл.
- Перерва В. С. Михайлівська парафія у місті Миронівка у XIX ст. / В. С. Перерва. — Біла Церква: Видавець О. В. Пшонківський, 2004. — 36 с.: іл.
- Перерва В. С. Православна Володарка: минуле та сьогодення / В. С. Перерва. — Біла Церква: Видавець О. В. Пшонківський, 2005. — 36 с. : іл.
- Перерва В. С. Кагарлицькі храми: минуле та сучасність / В. С. Перерва. — Біла Церква: Видавець О. В. Пшонківський, 2005. — 36 с. : іл.
- Перерва В. С. Рокитнянський храм Різдва Богородиці / В. С. Перерва. — Біла Церква: Видавець О. В. Пшонківський, 2005. — 36 с. : іл.
- Перерва В. С. В. Сквира: з духовної спадщини / В. С. Перерва, К. В. Плівачук. Біла Церква, 2005. — 60 с. : іл.
- Перерва В. С. Узин (Темберщина): з церковно-історичної спадщини / В. С. Перерва. — Біла Церква: Видавець О. В. Пшонківський, 2005. — 36 с. : іл.
- Перерва В. С. Храм святителя Спиридона Триміфунтського в селі Шамраївці / В. С. Перерва. — Біла Церква: Видавець О. В. Пшонківський, 2005. — 36 с. : іл.
- Перерва В. С. Блощинецько-Томилівська парафія архістратига Михаїла у XIX ст. / В. С. Перерва, Р. О. Бабенко. — Біла Церква: Видавець О. В. Пшонківський, 2005. — 36 с.
- Перерва В. С. Успенська парафія села Бузівки XIX — поч. XX ст. / В. С. Перерва. — Біла Церква: Видавець О. В. Пшонківський, 2005. — 36 с. : іл.
- Перерва В. С. Православне життя Гребінок в XIX ст. / В. С. Перерва. — Біла Церква: Видавець О. В. Пшонківський, 2005. — 36 с. : іл.
- Король В. Ю. Медвин: з православного минулого / В. Ю. Король, В С. Перерва, О. М. Салата. — Біла Церква: Видавець О. В. Пшонківський, 2005. — 36 с. : іл.
- Перерва В. С. Духовна спадщина села Піщана / В. С. Перерва. — Біла Церква: Видавець О. В. Пшонківський, 2005. — 36 с. : іл.
- Перерва В. С. Рудосельські святині / В. С. Перерва. — Біла Церква: Видавець О. В. Пшонківський, 2005. — 36 с. : іл.
- Перерва В. С. Преображенський храм села Сухоліси / В. С. Перерва. — Біла Церква: Видавець О. В. Пшонківський, 2005. — 36 с. : іл.
- Перерва В. С. Храм святого апостола Іоанна Богослова у селі Фурси В. С. Перерва. — Біла Церква: Видавець О. В. Пшонківський, 2005. — 36 с. : іл.
- Перерва В. С. Храм святої рівноапостольної Марії Магдалини у м. Біла Церква / В. С. Перерва, Калініч Г. Ю. — Біла Церква: Видавець О. В. Пшонківський, 2006. — 36 с. : іл.
- Перерва В. С. Ставище: з православного минулого / В. С. Перерва. — Біла Церква: Видавець О. В. Пшонківський, 2006. — 44 с. : іл.
- Перерва В. С. Тараща: з православного минулого / В. С. Перерва. — Біла Церква: Видавець О. В. Пшонківський, 2006. — 40 с. : іл.
- Перерва В. С. Тетіїв і Тетіївщина: з православної спадщини / В. С. Перерва. — Біла Церква: Видавець О. В. Пшонківський, 2006. — 36 с. : іл.
- Перерва В. С. Велика Снітинка та Фастівець: з духовної спадщини / В. С. Перерва, О. В. Пшонківський. — Біла Церква: Видавець О. В. Пшонківський, 2006. — 44 с. : іл.
- Перерва В. С. Покровська церква міста Фастова / В. С. Перерва, В. І. Дросенко. — Біла Церква: Видавець О. В. Пшонківський, 2007. — 36 с. :іл.
- Перерва В. С. Свято-Покровський храм м. Жашкова: історичне минуле / В. С. Перерва, Калініч Г. Ю. — Біла Церква: Видавець О. В. Пшонківський, 2007. — 36 с. : іл.
- Перерва В. С. Містечко Трипілля: з православного минулого / В. С. Перерва. — Біла Церква: Видавець О. В. Пшонківський, 2007. — 36 с. : іл.
- Дросенко В. І., Перерва В. С. Храм святої мучениці Параскеви села Веприка / В. І. Дросенко, В. С. Перерва. — Біла Церква: Видавець О. В. Пшонківський, 2007. — 36 с. : іл.
- Перерва В. С. Миколаївські храми містечка Германівки / В. С. Перерва. — Біла Церква: Видавець О. В. Пшонківський, 2007. — 36 с. : іл.
- Перерва В. С. Горобіївка та Лаврики: з духовної спадщини / В. С. Перерва. — Біла Церква: Видавець О. В. Пшонківський, 2007. — 36 с. : іл.
- Ковалинський В. В. Дулицьке та Безпечна: духовні витоки / В. В. Ковалинський, В. С. Перерва, Є. А. Чернецький. — Біла Церква: Видавець О. В. Пшонківський, 2007. — 52 с. : іл.
- Дросенко В. І. Запруддя (Вінцентівка): витоки духовності / В. І. Дросенко, В. С. Перерва — Біла Церква: Видавець О. В. Пшонківський, 2007. — 36 с. : іл.
- Перерва В. С. Значки — Стадниця — Ленінське: з історичної та духовної спадщини / В. С. Перерва. — Біла Церква: Видавець О. В. Пшонківський, 2007. — 60 с. : іл.
- Перерва В. С. Покровський храм у селі Пустоварівці / В. С. Перерва. — Біла Церква: Видавець О. В. Пшонківський, 2007. — 36 с. : іл.
- Перерва В. С. Успенська парафія села Розкішної: історія та сучасність В. С. Перерва, С. М. Заліток. — Біла Церква: Видавець О. В. Пшонківський, 2007. — 36 с. : іл.
- Перерва В. С. Чубинці і Таборів: з історичної та духовної спадщини / В. С. Перерва. — Біла Церква: Видавець О. В. Пшонківський, 2007. — 36 с. : іл.
- Перерва В. С. Історія шкільництва в містах і селах Київщини XIX — початку XX ст. / В. С. Перерва. — Біла Церква: Видавець О. В. Пшонківський, 2008. — 672 с.: іл.
- Перерва В. С. Село Буки: минуле, сучасне, майбутнє / В. С. Перерва, К, В. Плівачук. — Біла Церква: Видавець О. В. Пшонківський, 2008. — 272 с.: іл.
- Алєксєєнко С. А., Перерва В. С. Ківшовата: з православного минулого / С. А. Алєксєєнко, В. С. Перерва. — Біла Церква: Видавець О. В. Пшонківський, 2008. — 64 с. : іл.
- Перерва В. С. Воскресенський храм містечка Фастова: втрачене та незабуте / В. С. Перерва, В. І. Дросенко. — Біла Церква: Видавець О. В. Пшонківський, 2008. — 36 с. : іл.
- Перерва В. С. Православні святині села Григорівки / В. С. Перерва. — Біла Церква: Видавець О. В. Пшонківський, 2008. — 36 с. : іл.
- Перерва В. С. Храм мучениці Параскеви у селі Гусачівці / В. С. Перерва, Є. А. Чернецький. — Біла Церква: Видавець О. В. Пшонківський, 2008. — 36 с. : іл.
- Дросенко В. І. Храм святого архістратига Михаїла у селі Дорогинка: сторінки минулого / В. І. Дросенко, В. С. Перерва. — Біла Церква: Видавець О. В. Пшоківський, 2008. — 36 с. : іл.
- (Білан) Кирил, архімандрит. Храм святих безсрібників Косми і Даміана в селі Жуківцях / Білан К., Перерва В. С. — Біла Церква: Видавець О. В. Пшонківський, 2008. — 36 с. : іл.
- Перерва В. С. Покровський храм села Красної Слобідки (Германівської Слободи) / В. С. Перерва. — Біла Церква: Видавець О. В. Пшонківський, 2008. — 36 с. : іл.
- Перерва В. С. Різдво-Богородицький храм в селі Нових Безрадичах: з історичного минулого / В. С. Перерва. — Біла Церква: Видавець О. В. Пшонківський, 2008. — 36 с. : іл.
- Перерва В. С. Храм Різдва Богородиці у селі Перегонівці / В. С. Перерва. — Біла Церква: Видавець О. В. Пшонківський, 2008. — 36 с. : іл.
- Перерва В. С. Православні святині Підгірців та Креничів: з історичного минулого / В. С. Перерва. — Біла Церква: Видавець О. В. Пшонківський, 2008. — 36 с. : іл.
- Дросенко В. І. Королівська церква архістратига Михаїла в селі Пилипівка / В. І. Дросенко, Короленко Б. А., В. С. Перерва. — Біла Церква: Видавець О. В. Пшонківський, 2008. — 36 с. : іл.
- Маковій Г. В. Православні святині села Малої Вільшанки / Г. В. Маковій, В. С. Перерва,. — Біла Церква: Видавець О. В. Пшонківський, 2008. — 36 с. : іл.
- Бачинський Л. П. Храм архістратига Михаїла в селі Савинці / Л. П. Бачинський, К. В. Кузьменко-Лісовенко, В. С. Перерва. — Біла Церква: Видавець О. В. Пшонківський, 2008. — 36 с. : іл.
- Перерва В. С. Троїцький храм села Селезенівки / В. С. Перерва. — Біла Церква: Видавець О. В. Пшонківський, 2008. — 36 с. : іл.
- Дросенко В. І. Храм Різдва Пресвятої Богородиці: минуле та сучасність В. І. Дросенко, В. М. Мельник, В. С. Перерва. — Біла Церква: Видавець О. В. Пшонківський, 2008. — 36 с. : іл.
- Перерва В. С. Парафія Святителя Василія Великого у селі Трушки / В. С. Перерва. — Біла Церква: Видавець О. В. Пшонківський, 2008. — 36 с. : іл.
- Перерва В. С. Ружин та Баламутівка: з православного минулого / В. С. Перерва, Н. С. Пасічник. — Біла Церква: Видавець О. В. Пшонківський, 2009. — 60 с. : іл.
- Перерва В. С. Містечко Ясногородка: з православної минувшини / В. С. Перерва, О. М. Паршутіна. — Біла Церква: Видавець О. В. Пшонківський, 2009. — 36 с. : іл.
- Перерва В. С. Свято-Михайлівський храм містечка Бородянки: минуле та сучасність / В. С. Перерва, В. М. Талько. — Біла Церква: Видавець О. В. Пшонківський, 2009. — 32 с. : іл.
- Божок В., протоієрей. Православне життя села Копачева: минуле та сучасність / В. Божок, протоієрей, В. С. Перерва — Біла Церква: Видавець О. В. Пшонківський, 2009. — 60 с. : іл.
- Перерва В. С. Хрестовоздвиженський храм у селі Самгородок: минуле та сучасність / В. С. Перерва. — Біла Церква: Видавець О. В. Пшонківський, 2009. — 36 с. : іл.
- Носанчук І. Сніжна та Озірна: з духовної спадщини / І. А. Носанчук, В. С. Перерва. — Біла Церква: Видавець О. В. Пшонківський, 2009. — 36 с. : іл.
- Пупенко І. І. Храм Святого Духа у селі Шкарівці / І. І. Пупенко, В. С. Перерва. — Біла Церква: Видавець О. В. Пшонківський, 2009. — 36 с. : іл.
- Перерва В. С. Свято-Покровський храм у селі Ромашки / В. С. Перерва. — Біла Церква: Видавець О. В. Пшонківський, 2009. — 64 с. : іл.
- Перерва В. С. Храм святого апостола Іоанна Богослова у селі Колонщині: сторінки минулого / В. С. Перерва. — Біла Церква: Видавець О. В. Пшонківський, 2009. — 36 с. : іл.
- Перерва В. С. Графи Браницькі: підприємці та меценати В. С. Перерва. — Біла Церква: Видавець О. В. Пшонківський, 2010. — 270 с.: іл.
- Букет Є. В., Кулаковський В. М., Міщенко Л. А., Нетреба Д. С., Перерва В. С. та ін.; Упоряд. Букет Є. В. Нариси з історії Ясногородки. — Біла Церква: Вид. О. В. Пшонківський, 2010. — 304 с.
- Голотюк С. В. Святиня села Рогачів: шлях крізь чотири століття / С. В. Голотюк, В. С. Перерва. — Біла Церква: Видавець О. В. Пшонківський, 2010. — 36 с. : іл.
- Перерва В. С. Храм Різдва Пресвятої Богородиці у селі Тулинцях / В. С. Перерва. — Біла Церква: Видавець О. В. Пшонківський, 2010. — 36 с. : іл.
- Кузьменко-Лісовенко К. В. Свято-Михайлівський храм села Острів / К. В. Кузьменко-Лісовенко, В. С. Перерва. — Біла Церква: Видавець О. В. Пшонківський, 2011. — 32 с. : іл.
- Букет Є. В. Люди, які несли віру. Літопис православного життя села Грузького / Є. В. Букет, В. С. Перерва. — К. : Видавець О. В. Пугач, 2011. — 80 с. : іл.
- Перерва В. С. Церковні школи в Україні (кінець XVIII — поч. ХХ ст.): забутий світ. — Біла Церква: Видавець О. В. Пшонківський, 2014. — Том І. Загальна частина. — 576 с. + 32 с. іл.
- Перерва В. С. Графиня Олександра Василівна Браницька. Найщедріша меценатка української історії, або як стати незабутьою жінкою. — Біла Церква: Видавець О. В. Пшонківський, 2016. — 480 с.
- Перерва В. С. Коли Ставище було містечком. — Біла Церква: Видавець О. В. Пшонківський, 2019. — 464 с.
- Розкішний наш краю (смт. Ставища, села Розкішна, Розумниця, Бесідка): іст. нарис / Василь Пацеля, Володимир Перерва ; КВНЗ КОР «Акад. неперв. освіти». — Біла Церква: Олександр Пшонківський, 2019. — 477 с.

## Нагороди
- 2005 рік — молодіжна премія голови Київської обласної державної адміністрації в номінації «За наукові досягнення».
- 2009 рік — грамота Священного Синоду Української Православної Церкви.
- 2009 рік — Орден «1020-річчя Хрещення Київської Русі».
- 2010 рік — Нагрудний знак «Відзнака міського голови» м. Білої Церкви.
- 2010 рік — медаль ВУТ «Просвіта» ім. Тараса Шевченка «Будівничий України».
- 2011 рік — обласна літературно-мистецька премія імені І. С. Нечуя-Левицького.
- 2013 рік — Орден преподобного Нестора Літописця ІІ ступеня УПЦ.
- 2015 рік — Почесний нагрудний знак Обухівського району «Подяка».
- 2016 рік — медаль комунального ВНЗ Київської обласної ради «Академія неперервної освіти» «М. І. Пирогов — попечитель Київського навчального округу».
- 2016 рік — Звання «Почесний краєзнавець України».
- 2016 рік — почесна грамота Київської обласної ради.
- 2017 рік — Орден преподобного Нестора Літописця І ступеня
- 2019 рік — подяка Міністерства освіти і науки України

Окрім того, має низку нагород від голів сіл, міст, благочинних священиків різних регіонів Київщини та Житомирщини.